# Carretera Federal 12
La Carretera Federal 12, es una carretera mexicana que recorre el Sur del estado de Baja California, inicia en el puerto de Bahía de los Ángeles y termina en Punta Prieta donde entronca con la Carretera Federal 1. Tiene una longitud total de 65 km.
Las carreteras federales de México se designan con números impares para rutas Norte-Sur y con números pares para las rutas Este-Oeste. Las designaciones numéricas ascienden hacia el Sur de México para las rutas Norte-Sur y ascienden hacia el Este para las rutas Este-Oeste. Por lo tanto, la carretera federal 12, debido a que su trayectoria es Este-Oeste, tiene la designación de número par, y por estar ubicada en el Noroeste de México le corresponde la designación N° 12.

## Trayectoria

### Baja California
- Bahía de los Ángeles
- Punta Prieta – Carretera Federal 1